# Hôtel Nicaise
 (août 2014).
Si vous disposez d'ouvrages ou d'articles de référence ou si vous connaissez des sites web de qualité traitant du thème abordé ici, merci de compléter l'article en donnant les références utiles à sa vérifiabilité et en les liant à la section « Notes et références ».
L'hôtel Nicaise est un hôtel particulier situé au 25 rue du Petit-Potet à Dijon en Côte-d'Or en Bourgogne-Franche-Comté.

## Historique

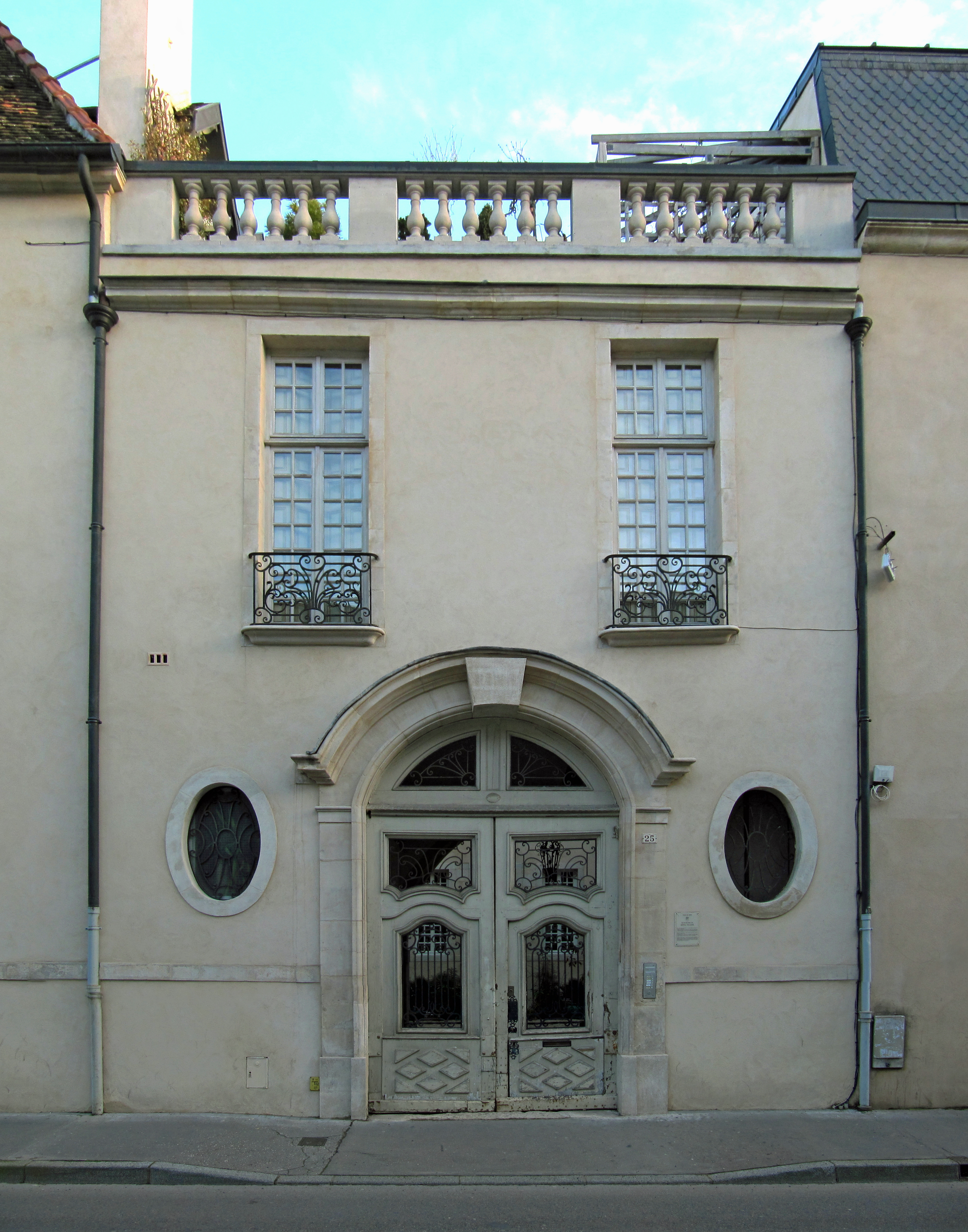
Porche de l'hôtel Nicaise

Hôtel construit pour Antoine Nicaise vers 1630, président aux requêtes du Parlement de Besançon. Au XVIIIe siècle, l'hôtel fut occupé par Claude Nicaise, maître des comptes.

## Architecture
La façade est remarquable par son élégant porche souligné d'une corniche cintrée. Les fenêtres ont été modifiées au XVIIIe siècle par Claude Nicaise avec l'ajout de balcons contrés.

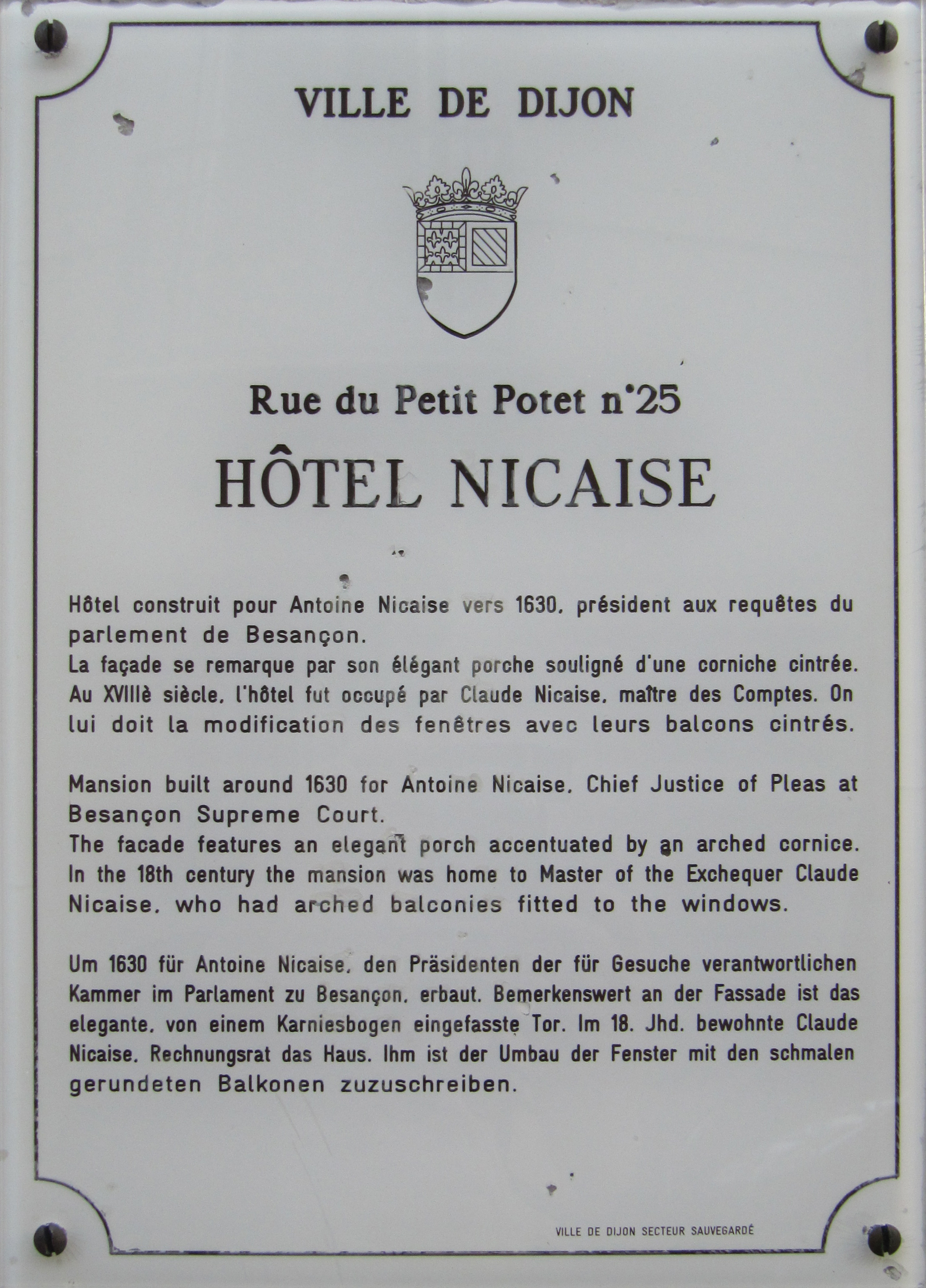